# Marcelo Orrego
Humberto Marcelo Orrego (Santa Lucía, San Juan, 29 de enero de 1975) es un abogado y político argentino. Desde el 10 de diciembre de 2011 hasta el mismo día de 2019, se desempeñó como intendente del municipio de Santa Lucía, en la provincia de San Juan. Ocupó el cargo de Diputado Nacional en representación de la provincia, mandato que duró hasta el 10 de diciembre del 2023, cuando asumió como gobernador junto a Fabián Martín, su compañero de fórmula. Es el primer gobernador no peronista de la provincia desde la finalización del mandato de Wbaldino Acosta en 2003.

## Biografía
Marcelo Orrego nació en Santa Lucía el 29 de enero de 1975, jugó al fútbol en Club Atlético de la Juventud Alianza.
Su mamá, Teresa, odontóloga y su padre, Humberto, afiliado al PJ desde muy joven, fue diputado provincial por Santa Lucía y ministro de Acción Social durante el gobierno del menemista Jorge Alberto Escobar.
Comenzó sus estudios en el Colegio Don Bosco, pero cambiándose a la Escuela Normal Sarmiento.
Es abogado —laboralista y penalista— y dirigente del partido Producción y Trabajo.
Se recibió de abogado en la Universidad Nacional de Córdoba en el año 2001. Su experiencia laboral comenzó en el año 2000 en Varsity. Para completar sus estudios universitarios, trabajo en un boliche en función de Relaciones Públicas.
Desde el año 2001 hasta el 2005 trabajó como asesor de Roberto Basualdo en la Cámara de Diputados de la Nación y se desempeñó como jefe de asesores del entonces diputado nacional.
Actualmente es diputado nacional por el frente Juntos por el Cambio y candidato a gobernador de la provincia de San Juan en el lema Unidos por San Juan, encabezando el sublema Cambia San Juan junto a Fabián Martín, como compañero de fórmula.

### Carrera política
A los 16 años, estaba afiliado al Partido Justicialista, acompañado de su padre y su abuelo, para asistir a actos y caminatas, por lo tanto, la política es cotidiana en su día a día.[cita requerida] Juan Carlos Orrego, llegó a ser jefe de campaña de Marcelo Orrego.
En el 2007 fue candidato a intendente de Santa Lucía. En esa oportunidad fue elegido Aníbal Fuentes, el hombre del Frente para la Victoria en ese momento.
Desde el año 2010, ejerció el cargo de presidente del partido Producción y Trabajo, lugar en el que se desempeñó hasta 2012.
En 2011, gracias al convencimiento del diputado provincial Carlos Platero, se postuló nuevamente para la intendencia, siendo elegido intendente de Santa Lucía, con la peculiaridad de ser el más joven de toda la provincia y el único oponente al oficialismo, consagrado por el 49,80 % y reelecto en el año 2015 por el 57,32 %.
En 2019, se presenta como candidato a diputado nacional por el frente Juntos por el Cambio siendo electo. Ese mismo año su hermano Juan José Orrego fue elegido intendente de Santa Lucía, cargo al que fue reelecto en 2023.
En 2023, fue electo Gobernador de San Juan obteniendo el 51,59% de los votos.

### Gobernador de San Juan

#### Gabinete gubernamental
| Gabinete gubernamental                         | Gabinete gubernamental     | Gabinete gubernamental               |
| Cartera                                        | Titular                    | Período                              |
| ---------------------------------------------- | -------------------------- | ------------------------------------ |
| Ministerio de Gobierno                         | Laura Palma                | 10 de diciembre de 2023 - actualidad |
| Ministerio de Economía, Finanzas y Hacienda    | Roberto Gutiérrez          | 10 de diciembre de 2023 - actualidad |
| Ministerio de Salud Pública                    | Amilcar Dobladez           | 10 de diciembre de 2023 - actualidad |
| Ministerio de Familia y Desarrollo Humano      | Carlos Platero             | 10 de diciembre de 2023 - actualidad |
| Ministerio de Educación                        | Silvia Fuentes             | 10 de diciembre de 2023 - actualidad |
| Ministerio de Turismo, Cultura y Deportes      | Guido Romero               | 10 de diciembre de 2023 - actualidad |
| Ministerio de Producción, Trabajo e Innovación | Gustavo Fernández          | 10 de diciembre de 2023 - actualidad |
| Ministerio de Infraestructura, Agua y Energía  | Fernando Perea             | 10 de diciembre de 2023 - actualidad |
| Ministerio de Minería                          | Juan Pablo Perea Fontivero | 10 de diciembre de 2023 - actualidad |